# Janderson de Carvalho Costa
Janderson de Carvalho Costa (São João de Meriti, 6 maggio 1999) è un calciatore brasiliano, attaccante del Vitória.

## Carriera
Janderson è cresciuto nel settore giovanile dell'Inhumas nello stato del Goiás. Tornato a Rio de Janeiro nel 2020, ha giocato con Angra dos Reis e Duque de Caxias in Campeonato Carioca Série A2 e B1.
Nel 2022 si è unito al São José-MA con cui ha realizzato 6 reti in 9 incontri nel Campionato Maranhense 2022. Nell'aprile dello stesso anno è passato al Bahia de Feira con cui ha esordito in Série D contro il Nova Venécia.
L'8 agosto 2022 ha firmato per il Botafogo che lo ha inizialmente aggregato alla formazione Under-23. Promosso in prima squadra in vista della stagione successiva, il 10 aprile ha rinnovato il proprio contratto fino al 2025 e dieci giorni dopo ha esordito in prima squadra sostituendo Tiquinho Soares nel secondo tempo dell'incontro di Coppa Sudamericana vinto 4-0 contro l'U. César Vallejo. Il 28 aprile ha realizzato il primo gol in Coppa del Brasile e l'11 maggio ha debuttato in Série A contro il Corinthians.

## Statistiche

### Presenze e reti nei club
Statistiche aggiornate al 13 luglio 2023.
| Stagione              | Squadra               | Campionato            | Campionato | Campionato | Coppe nazionali | Coppe nazionali | Coppe nazionali | Coppe continentali | Coppe continentali | Coppe continentali | Altre coppe | Altre coppe | Altre coppe | Totale | Totale | Totale |
| Stagione              | Squadra               | Comp                  | Pres       | Reti       | Comp            | Pres            | Reti            | Comp               | Pres               | Reti               | Comp        | Pres        | Reti        | Pres   | Reti   |        |
| --------------------- | --------------------- | --------------------- | ---------- | ---------- | --------------- | --------------- | --------------- | ------------------ | ------------------ | ------------------ | ----------- | ----------- | ----------- | ------ | ------ | ------ |
| 2020                  | Angra dos Reis        | A2/RJ                 | 13         | 1          |                 | -               | -               |                    | -                  | -                  |             | -           | -           | 13     | 1      |        |
| 2021                  | Angra dos Reis        | A2/RJ                 | 4          | 0          |                 | -               | -               |                    | -                  | -                  |             | -           | -           | 4      | 0      |        |
| Totale Angra dos Reis | Totale Angra dos Reis | Totale Angra dos Reis | 17         | 0          |                 | -               | -               |                    | -                  | -                  |             | -           | -           | 17     | 0      |        |
| 2021                  | Duque de Caxias       | B1/RJ                 | 5          | 0          |                 | -               | -               |                    | -                  | -                  |             | -           | -           | 5      | 0      |        |
| 2022                  | São José-MA           | PD/MD                 | 9          | 6          |                 | -               | -               |                    | -                  | -                  |             | -           | -           | 9      | 6      |        |
| 2022                  | Bahia de Feira        | D                     | 15         | 7          |                 | -               | -               |                    | -                  | -                  |             | -           | -           | 15     | 7      |        |
| 2023                  | Botafogo              | A1/RJ+A               | 0+3        | 0          | CB              | 1               | 1               | CS                 | 3                  | 1                  |             | -           | -           | 7      | 2      |        |
| Totale carriera       | Totale carriera       | Totale carriera       | 49         | 14         |                 | 1               | 1               |                    | 3                  | 1                  |             | -           | -           | 53     | 16     |        |